# Grabouw
Grabouw is een plaats in de Zuid-Afrikaanse provincie West-Kaap.
Grabouw telt ongeveer 30.000 inwoners.

## Subplaatsen
Het nationaal instituut voor de statistiek, Stats SA, deelt sinds de census 2011 deze hoofdplaats in in 9 zogenaamde subplaatsen (sub place), waarvan de grootste zijn:
Pineview • Pineview North • Snake Park.